# Paul Sykes

a Compétitions nationales et continentales officielles uniquement.

b Matchs officiels uniquement.
Paul Sykes, né le 11 août 1981 à Dewsbury, est un joueur de rugby à XIII anglais évoluant au poste de centre dans les années 2000. Il a été sélectionné en sélection anglaise et sélection britannique, participant avec la première à la coupe du monde 2008 et au Tournoi des Quatre Nations 2009. En club, il a commencé sa carrière aux Bradford Bulls avant de rejoindre six saisons les Harlequins RL, finalement il retourne en 2008 à Bradford. En 2012, il rejoint l'équipe de Wakefield Trinity puis brièvement les Featherstone Rovers en 2015 et enfin les Dewsbury Rams à partir de 2016.